# Leandra cardiophylla
Leandra cardiophylla är en tvåhjärtbladig växtart som beskrevs av Célestin Alfred Cogniaux. Leandra cardiophylla ingår i släktet Leandra och familjen Melastomataceae. Inga underarter finns listade i Catalogue of Life.